# Rödblommig hästkastanj

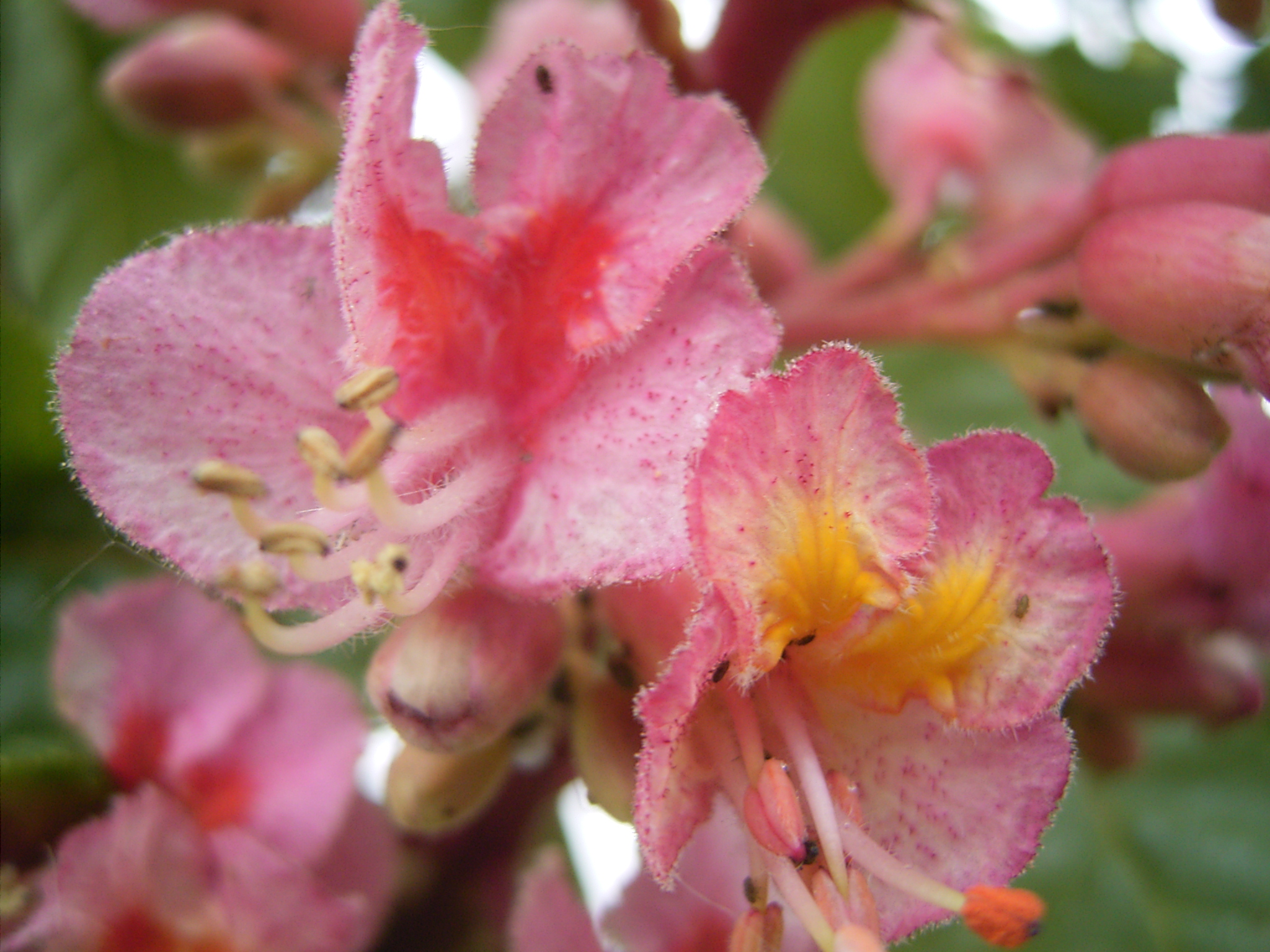
Blommorna hos rödblommig hästkastanj.

Rödblommig hästkastanj (Aesculus × carnea) är en hybrid i familjen kinesträdsväxter med fördubblat kromosomtal, mellan amerikansk hästkastanj (A. pavia) och hästkastanj (A. hippocastanum). Trädet är ganska vanligt i parker och trädgårdar och blir inte lika storväxt som vanlig hästkastanj, utan 20-25 meter som högst. Ursprunget är inte känt men rödblommig hästkastanj odlades i Tyskland redan före 1820.

## Sorter
- 'Briotii' (namngiven 1858 efter Pierre Louis Briot, trädgårdsmästare vid Versailles) är den vanligaste sorten som odlas i Sverige och övriga Norden.[1]